# Partaj (SR)
Denna artikel syftar på tv-programmet från 1969; för tv-programmet från 2011 se Partaj (Kanal 5).
Partaj är en svensk humor-TV-serie från 1969. Kända skådespelare och komiker levererade sketcher och korta vitsar. Bland de medverkande fanns bland andra Carl-Gustaf Lindstedt, Lars Ekborg, Ulla Hallin, Jarl Borssén, Sonya Hedenbratt, Margareta Sjödin, Roffe Bengtson, Lena Hansson, Åke Lagergren  och Mille Schmidt. Serien använde samma koncept som det i USA populära tv-programmet Rowan & Martin's Laugh-In. Första säsongens nio avsnitt, med Lars Ekborg och Carl-Gustaf Lindstedt som programledare, sändes april-maj 1969. I andra säsongen var Carl-Gustaf Lindstedt och Birgitta Andersson programledare.
En LP med sketcher från seriens andra säsong gavs ut av Polydor.
Partaj gavs ut på DVD den 13 mars 2013. I Sverige kan serien ses på Sveriges Televisions Öppet arkiv.